# Trematodon
Trematodon là một chi rêu trong họ Bruchiaceae.